# En natt ur nuet
En natt ur nuet är en roman skriven av Per Anders Fogelström och utkom år 1955. Den utspelar sig i Stockholm i mitten av 50-talet. 

## Romanfigurer
- Huvudpersonerna omnämns inte med namn utan bara med han och hon
- Starkhammer – Vän till honom